# Leptogenys ferrarii
Leptogenys ferrarii é uma espécie de formiga do gênero Leptogenys, pertencente à subfamília Ponerinae.